# Erythema nodosum

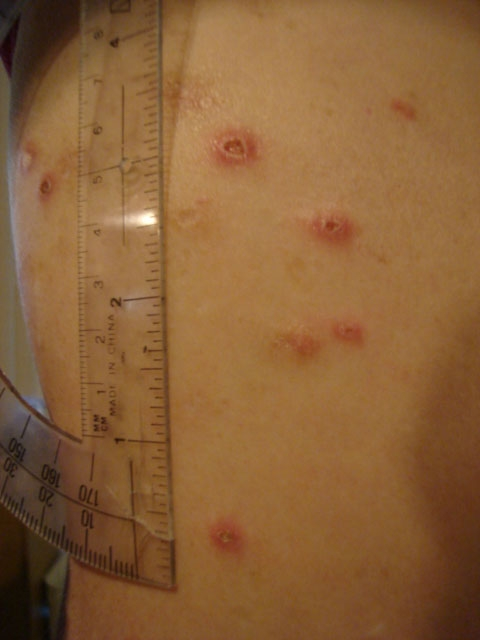
Erythema nodosum zoals voor kan komen bij de ziekte van Crohn

Erythema nodosum is een aandoening (een lokale ontsteking) van het onderhuidse vetweefsel, veel vaker bij vrouwen dan bij mannen (6:1) en meestal gelokaliseerd aan de schenen, soms ook aan de dijen of onderarmen. Er ontstaan rode, wat verheven, pijnlijke noduli of plaques, met als voorkeursplaats de scheen. De pijn kan vrij heftig zijn. De noduli kunnen de kleuren aannemen van een blauwe plek (paars of geel). Na enige weken treedt meestal genezing op.
Het kan verschillende oorzaken hebben zoals mycobacteriële ontstekingen (TBC), infectie met streptokokken, de ziekte van Crohn en overgevoeligheid voor een groot aantal geneesmiddelen. 
Vaak wordt ook geen oorzaak gevonden. Bij lepra kan een panniculitisvariant voorkomen: erythema nodosum leprosum. Het wordt ook vaak gezien bij sarcoïdose. Erythema nodosum gaat histologisch gepaard met een septale panniculitis. Het is een immunologische reactie, de bacteriën van de infecties waar het bij voorkomt worden niet in de laesies zelf aangetroffen.
Minder vaak voorkomende vormen van erythema nodosum:
- Ulceratieve of zwerende erythema nodosum, hetgeen kan voorkomen bij de ziekte van Crohn. Hier is er ook sprake van panniculitis en noduli. Indien er granulomen worden gevonden, kan men ook wel spreken van metastatische Crohn van de huid. De associatie met colitis ulcerosa lijkt minder sterk.[1]
- Erythema contusiforme, waarbij een laesie van EM gepaard gaat met een blauwe plek, waardoor het daar ook op lijkt.
- Erythema nodosum migrans is een chronische en soms asymmetrische vorm van EN waarbij de laesies ook migreren.[2]